# Collège national Gheorghe Lazăr
Le collège national Gheorghe Lazăr (en roumain: Colegiul national Gheorghe Lazar) est une institution d'enseignement secondaire et supérieur situé dans le centre-ville historique de Bucarest, la capitale de la Roumanie. 

## Situation
Le collège est en face du célèbre parc Cișmigiu et à l'angle de Bulevardul Regina Elisabeta. Il est l'une des plus prestigieuses institutions d'enseignement supérieur en Roumanie. 

## Historique
Le collège a été fondé en 1860. Il porte le nom de Gheorghe Lazăr, un pédagogue roumain du XIXe siècle qui réforma, en 1818, l'enseignement en Roumanie en imposant la langue roumaine comme langue d'enseignement à la place de la langue grecque. Il enseigna dans le non moins célèbre collège national Saint Sava à Bucarest.

## Élèves célèbres
- Ion Andreescu
- Alexandru Athanasiu
- Ion Barbu
- George Călinescu
- Elie Carafoli
- George Ciprian
- Liviu Ciulei
- Dinu Cocea
- Andrei Filotti
- Eugen Filotti
- Dinu Lipatti
- Camil Petrescu
- Alexandru Proca
- Constantin Tănase
- Urmuz
- Vasile Voiculescu